# Explosión de Oppau

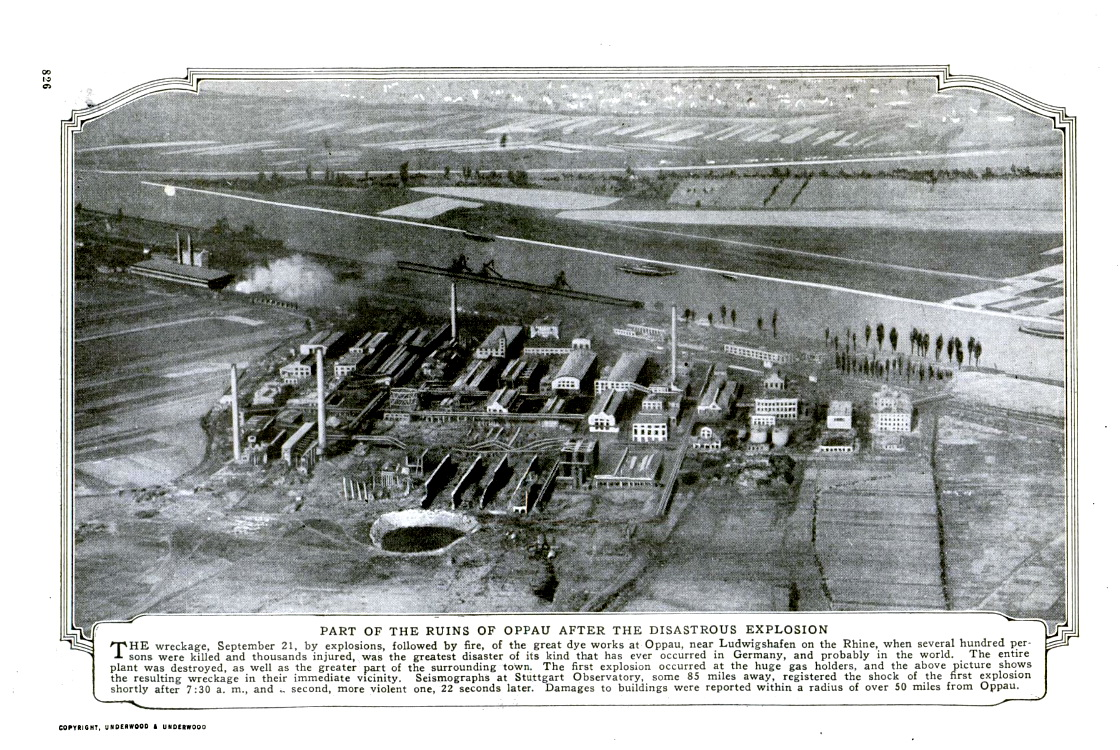
Titular de la revista Popular Mechanics en 1921.

La explosión de Oppau ocurrió el 21 de septiembre de 1921, cuándo aproximadamente 4.500 toneladas de una mezcla de sulfato de amonio y de fertilizante de nitrato de amonio almacenados en un silo de torre explotó en una planta de BASF en Oppau, ahora parte de Ludwigshafen (Alemania), matando 500–600 personas aproximadamente e hiriendo a 2.000 más.

## Antecedentes
La planta empezó producir sulfato de amonio en 1911, pero durante la Primera Guerra Mundial, cuándo Alemania era incapaz de obtener el azufre necesario, empieza a producir nitrato de amonio. El amoníaco podría ser producido sin recursos extranjeros, utilizando el proceso de Haber.
Comparado con el sulfato de amonio, el nitrato de amonio es fuertemente higroscópico, por lo que la mezcla de sulfato de amonio y nitrato se compacta por su propio peso, convirtiéndolo en una sustancia muy parecida al yeso. Los trabajadores necesitaron utilizar picos para sacarlo, una situación problemática porque no podían entrar al silo y correr el riesgo de ser enterrados en abono. Para facilitar su trabajo, usaron pequeñas cargas de dinamita para aflojar la mezcla.
Aunque extremadamente peligrosa, esta era una práctica común. Era bien sabido que el nitrato de amonio era explosivo, ya que se había utilizado para este propósito durante la Primera Guerra Mundial, pero las pruebas realizadas en 1919 habían sugerido que mezclas de sulfato de amonio y nitrato que contuvieran menos de 60% de nitrato no explotarían. Por esta razón, el material manipulado por la planta, nominalmente una mezcla 50/50, fue considerado lo suficientemente estable para ser almacenado en parcelas de 50,000 toneladas, más de diez veces la cantidad involucrada en el desastre. De hecho, nada extraordinario había sucedido durante un estimado de 20,000 detonaciones, hasta la explosión fatídica el 21 de septiembre.
Como todos los involucrados murieron en la explosión, las causas no están claras. Sin embargo, según fuentes modernas y en contra de las pruebas de 1919 mencionadas anteriormente, el criterio de que menos del 60% de nitrato equivalía a una combinación segura es inexacta; en mezclas que contienen 50% de nitrato, cualquier explosión de la mezcla se limita a un pequeño volumen alrededor de la carga de iniciación, pero al aumentar la proporción de nitrato al 55-60% aumentan en gran medida las propiedades explosivas y se crea una mezcla cuya detonación es lo suficientemente potente como para iniciar una detonación en una mezcla circundante de una concentración de nitrato más baja que normalmente se consideraría mínimamente explosiva. Los cambios en la humedad y la densidad también afectan las propiedades explosivas.
Unos meses antes del incidente, el proceso de fabricación había cambiado de tal manera que disminuía el nivel de humedad de la mezcla del 3-4% al 2%, también para disminuir la densidad aparente. Ambos factores hicieron que la sustancia tuviera más probabilidades de explotar. También hay evidencia de que el lote en cuestión no tenía una composición uniforme y contenía bolsas de varias docenas de toneladas de mezcla enriquecida en nitrato de amonio. Por lo tanto, se ha propuesto que quizás una de las cargas se haya colocado en o cerca de esa bolsa, explotando con suficiente magnitud como para activar parte de la mezcla inferior de nitrato circundante.
Dos meses antes, en Knurów, entonces parte de Alemania, 19 personas habían muerto cuándo 30 toneladas de nitrato de amonio habían detonado bajo circunstancias similares. No está claro por qué no se hizo caso a esta advertencia.

## Escala de la explosión
Dos explosiones, separadas solo por medio segundo, ocurrieron a las 7:32 horas del 21 de septiembre de 1921, en el silo 110 de la planta, formando un cráter de 90 m por 125 m de ancho y 19 m de profundidad. En estas explosiones, 10% de las 4,500 toneladas de fertilizante almacenados en el silo detonó. Las explosiones fueron escuchadas como dos estruendos fuertes en del noreste de Francia y en Múnich, a más de 300 km de distancia, y se estima que contenían una energía de 1 a 2 kilotones equivalente a TNT.
Los daños a propiedades fueron valorados en 1922 en 321 millones de papiermarks, estimados por The New York Times como el equivalente a 7 millones de dólares (desde entonces Alemania sufrió de una hiperinflación de 1919 a 1924, y las cantidades dadas y los tipos de cambios no fueron muy descriptivos). Aproximadamente 80% de todos los edificios de Oppau fueron destruidos, dejando a 6,500 de personas sin hogar. La ola de presión causó grandes daños en Mannheim, ubicado justo al otro lado del Rin, arrancó los techos a una distancia de hasta 25 km y destruyó ventanas más alejadas, incluyendo las vidrieras medievales de la catedral de Worms, 15 km al norte. En Heidelberg (a 30 km de Oppau), el tráfico fue detenido debido a la cantidad de vidrios en las calles, se descarriló un tranvía y algunos techos fueron destruidos.
500 cuerpos fueron recuperados dentro de las primeras 48 horas, con el número final de muertos superando las 560 personas. Al funeral asistieron el presidente alemán Friedrich Ebert y el primer ministro Hugo Lerchenfeld, y se vieron multitudes de 70,000 personas en el cementerio de Ludwigshafen.